# Hadrodactylus villosulus
Hadrodactylus villosulus är en stekelart som beskrevs av Carl Gustaf Thomson 1883. Hadrodactylus villosulus ingår i släktet Hadrodactylus och familjen brokparasitsteklar. Arten är reproducerande i Sverige. Inga underarter finns listade i Catalogue of Life.